# 速霸陸1500
速霸陸1500乃是日本富士汽車工業（富士重工業前身）於1954年開發試作的次緊湊型轎車，因故並未正式上市。該款車的原廠代號為「P-1」，是日本第一部採用全單體硬殼式結構打造的四輪乘用車。

## 概要
速霸陸1500是一輛可乘坐6人的四門轎車，當初公司內部徵求車名時，曾出現「Panther（（日語）パンサー）」、「Pheonix（（日語）フェニックス）」、「坂東太郎」等，結果富士重工業的首任社長北謙治取金牛座昴宿星團的六連星，代表前中島飛機旗下5家公司和吸收合併這5家公司的富士重工業，親自命名為「速霸陸（（日語）スバル）」。

## 開發始末
1945年日本在第二次世界大戰中戰敗，具有軍方背景的中島飛機改組成富士產業（富士重工業前身），翌年開始在旗下群馬縣太田市吞龍工廠及東京都三鷹工廠開發製造富士兔子速克達（Fuji Rabbit Scooter），取得不錯的銷售成績。群馬縣伊勢崎工廠則在1947年起製造輕量化的巴士車體，接著1949年仿效美國製巴士，獨自開發出日本汽車史上第一輛後置引擎、無框架單體結構（或稱應力外皮結構）的巴士「富士號」。不論發動機或金屬單體結構技術，皆與其飛機製造商的背景有關。
1950年在GHQ的命令下，富士產業拆分成12家公司，吞龍、三鷹工廠併成富士工業，伊勢崎工廠則改組成富士汽車工業。其中後者的專務董事松林敏夫負責企劃四輪乘用車的開發，因為該公司認為巴士車體的市場過於競爭，不能只仰賴單一產品。恰好當時石油供給情況好轉，加上韓戰爆發，產生特需景氣，該公司認為這是一個好時機。1951年1月富士汽車工業設計課課長百瀨晉六銜命主導新乘用車的研發工作，他特地跑到位於東京都千代田區日比谷、GHQ轄下CIE（（英文）Civil Information and Educational Section，（日語）民間情報教育局）圖書館蒐集海外的汽車相關資訊，並帶著攝影師拍攝複寫大量文獻；也前往赤坂、三田的進口車展示中心蒐集實車資訊，結果決定製作排氣量1,500c.c.的四輪乘用車。1952年6月17日原中島飛機退伍軍人工程師小口芳門、甫自東京大學畢業的新人室田公三等人加入百瀨的開發團隊，此團隊裡每個人皆未曾接觸汽車製造領域，是故皆本著「先理解汽車構造」的心情參與研發工作。當時日本車的空重往往過重，開發團隊考慮輕量化。當先行製作的傳動系統跟貨車相同的臨時車篷架組合在一起時，竟發生難以組合的狀況；且那個向外包工廠訂製的車蓬架過重，使得開發團隊相當困擾。前面提到的12家公司裡，東京富士産業、富士工業、富士汽車工業、大宮富士工業、宇都宮車輛等5家在1953年集資成立了富士重工業，但開發工作仍持續進行。
終於在1954年2月完成二輛試作車，百瀨晉六向上司松林敏夫報告此事，後者卻提議「咱們上成田山試車看看。」由於伊勢崎到成田山之間多半是險惡的山路，百瀨懷著忐忑不安的心上路，幸好試作的車殼和車體沒有出現什麼大麻煩，順利完成首次試車。當初速霸陸1500搭載的FG4A型引擎由原屬中島飛機的東京荻窪工廠與濱松工廠合併而成的富士精密工業（王子汽車之前身）開發，這具1,484c.c.直列四缸OHV水冷式引擎乃以法國標緻汽車的標緻202的1.2L引擎為基礎，加以放大尺碼開發出來的。由於王子汽車擔心同級距車款的競爭問題，拒絕再供應這具引擎。
富士重工業預料到這種情況，於是委託同為中島飛機體系的大宮富士工業開發代用引擎。後者起用一些年輕工程師，以英國福特公司與佛賀汽車的引擎為原型，開發出比原FG4A型減少20%重量、構造同為1.5L直列四缸OHV水冷式的L4-1型，但馬力從原有的48ps推舉至55ps。1955年4月共製造出20輛試作車，其中11輛為FG4A型引擎、9輛為L4-1型。這20輛中有14輛取得車輛牌照，留作公司用車，另外6輛則賣給伊勢崎市、太田市、本庄市等的計程車車行。經過這些計程車車行長達一年的行駛測試，獲得了不錯的評價。
「P-1」試作車的完成度很高，雖然社長北謙治也期待這部車的未來發展，但根據他們的研判，日本國內其他先行的汽車製造商都已切入1.5L級距的市場，他們的勝算顯然不高。加上假如要量產車體、引擎，必須投入大量資金購買機械設備。1955年12月9日提出速霸陸1500的正式生產計劃，卻遭到駁回，一般認為這是富士重工業的主要往來銀行日本興業銀行（瑞穗銀行和瑞穗實業銀行之前身）和王子汽車的大股東石橋正二郎的意思。後來殘存的試作車被放置在富士重工業群馬製作所矢島工廠內的速霸陸遊客中心，供訪客參觀。
縱然速霸陸1500的上市計劃遭遇挫折，可是所遺留下來的設計、研究資料，對後來推出的速霸陸360不無助益。

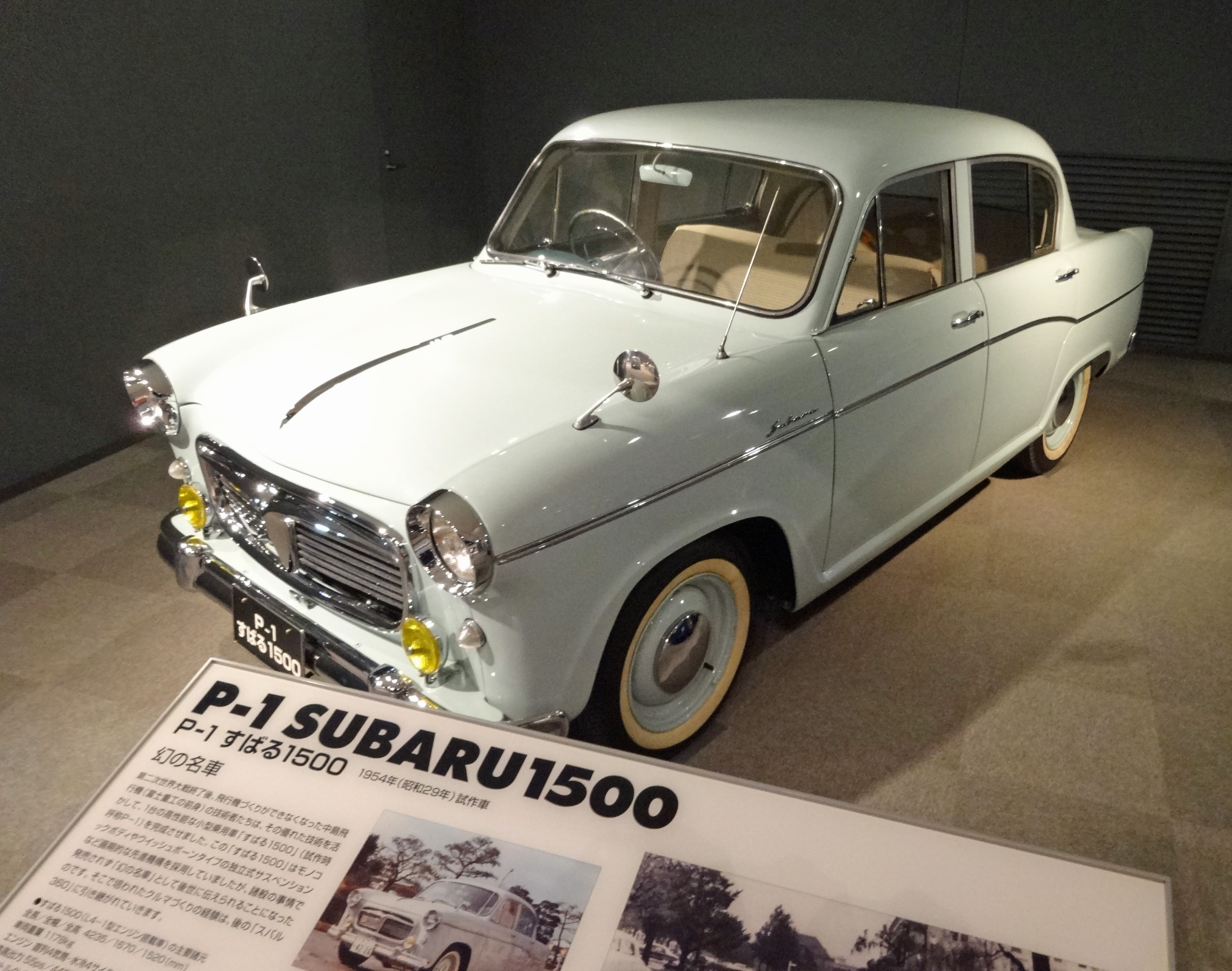
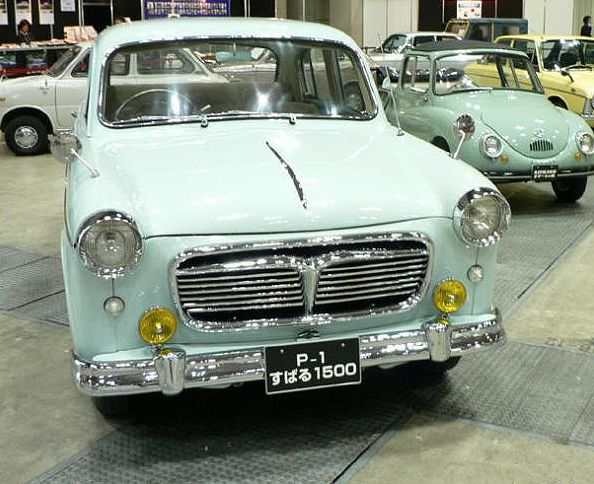

## 外部連結
- （日語）スバル博物館：幻の名車P-1スバル1500 （页面存档备份，存于）